# Laufer Tamás
Laufer Tamás (Székesfehérvár, 1966. április 20.) magyar informatikus villamosmérnök, közgazdász.

## Életrajza
1991-ben egy pályázat megnyerése után Franciaországban a BULL informatikai vállalatnál fejlesztő mérnökként, majd projekt menedzserként tevékenykedett a világ legmeghatározóbb informatikai cégei által alakított konzorciumban.
1994-től a Bull magyarországi vállalatánál igazgatói pozícióban banki rendszerek értékesítésével, menedzselésével foglalkozott.
1995-től az Andersen Consultinghoz csatlakozott, ahol igazgatóként  előbb a MÁV szállításirányítási rendszer bevezetésével, majd később kisebb stratégiai projektekkel foglalkozott.
1996-tól az Oracle Hungary konzultációjának igazgatója, később a vállalat vezérigazgatója. Irányítása alatt a vállalat 3 milliárd forint árbevételről 10 milliárd forintos árbevételű céggé nőtt,  míg a létszám 70 főről 200 fő fölé emelkedett.
2002-től fél évig a Magyar Posta igazgatója, vezérigazgató-főtanácsadó. Feladata az informatikai integráció megvalósítása volt az akkor kialakítandó holding struktúrában.
2002 második felétől a SZÜV Rt. vezérigazgatója.  Irányítása alatt e 4 milliárd árbevételű, országos hálózattal rendelkező informatikai vállalat  az év végére pozitív eredményt ért el, hat év után először.
2003-tól az Albacomp Rt. vezérigazgatója. Irányítása alatt az Albacomp Rt. az egyik legnagyobb hazai informatikai gyártó, szolgáltató vállalatként tagja lett a Figyelő TOP 200-nak 2005-ben.
2006-tól elnöke és társtulajdonosa az egyik vezető hazai rendszerintegrációs vállalatnak, a RacioNet Zrt-nek.
2005-2009 között a hazai nagyvállalatok képviseletében az Informatikai, Távközlési és Elektronikai Vállalkozások Szövetségének (IVSZ) alelnöke, majd 2010-től 2020-ig  a szervezet elnöke, utána tiszteletbeli elnöke.
2018-tól Magyar Innovációs Szövetség alelnöke
2017-ben csapatával (SZFA) 3 hónap alatt megalapította Alba Innovár digitális élmény és oktatási központot, amely évi 5000 diáknapot biztosít térítésmentesen a digitális világ, robotok megismerésére, programozás kezdő lépéseinek elsajátítására, modern oktatási elemek bemutatására.2019-től létrehozta az okos-tanterem programot, ahol általános iskolákban tanár csapatokat képeznek ki digitális kompetencia oktatására ösztöndíj program keretén belül
http://albainnovar.hu/

## Családja
Házas, három gyermek édesapja, felesége gyógypedagógusként végzett. Viktória Anna lánya senior IT projektmenedzser, Flóra lánya jelenleg senior PR igazgató, Tamás Jónás fia UCL biochemical engineering szakán tanul. Hobbija a labdasportok, kirándulás a családdal, borászat, kertészkedés, olvasás.

## Egyéb társadalmi szerepvállalásai
2004-től 2010-ig a Fejér Megyei Gyáriparosok Szövetségének alelnöke.
2006-tól a FIDESZ-MPP informatikai és távközlési kabinet tagja
2009-től 2012-ig a SZÉPHŐ Zrt. elnöke
2009-től Székesfehérvár Fejlődéséért Alapítvány (SzFA) elnöke
2010-től 2014-ig a Nemzeti Hírközlési és Informatika Tanács tagja, 2014-től Hamisítás Elleni Nemzeti Testület végrehajtó bizottság tagja.
2018-tól Magyar Innovációs Szövetség alelnöke

## Publikációk
- http://hvg.hu/gazdasag/20161121_az_ember_ad_ertelmet_a_digitalizacionak_ivsz
- https://index.hu/gazdasag/penzbeszel/2016/06/02/az_innovaciot_nem_lehet_betiltani/
- http://mno.hu/velemeny/szechenyi-istvan-kepzelt-intelmei-a-digitalis-korra-1282972 Archiválva 2015. július 17-i dátummal a Wayback Machine-ben
- http://ivsz.hu/hirek/a-kormany-felismerte-a-digitalizacio-fontossagat/
- http://hvg.hu/itthon/20151127_laufer_tamas_ivsz_intenretkon_deutsch

## Youtube videók
- Laufer Tamás beszéde a Magyar Tudományos Akadémián IVSZ-MTA  konferencia 2016 május https://www.youtube.com/watch?v=G974V-vjsF4
- Laufer Tamás beszéde a Magyar Tudományos Akadémián IVSZ-MTA  konferencia 2016 feb .   https://www.youtube.com/watch?v=XqGB8ue-yVs
- Laufer Tamás beszéde az Információs Társadalom Parlamentjében 2012.
- Interjú Laufer Tamással – IT Parlament 2013.
- Laufer Tamás: hozzá kell nyúlni a közoktatáshoz – Infotér 2013.
- Appra magyar! Laufer Tamás nyilatkozata – Közéleti Gazdasági Krónika 2013.
- Az egymillió hiányzó munkahely iparága – Laufer Tamás beszéde az Információs Társadalom Parlamentjében 2013.
- MENTA 2013 -- Laufer Tamás nyitóeloadása (összefoglaló)
- Interjú Laufer Tamással az infokommunikáció helyzetérol. 2013.
- Laufer Tamás interjú – 2011.
- Az innováció a kiút a válságból -- interjú Laufer Tamással és Mészáros Györggyel
- Laufer Tamás beszéde – Menta 2011 (Összefoglaló)